# Lelia
Lelia — род полужесткокрылых (подотряда клопов) из семейства настоящих щитников.

## Описание
Углы переднеспинки загнуты вперёд Верх тела буровато-жёлтый, без металлического блеска.

## Систематика
В составе рода:
- Lelia decempunctata
- Lelia porrigens